# Глотов, Ефим Александрович
Ефи́м Алекса́ндрович Гло́тов (1891—1979) — участник Белого движения на Юге России, первопоходник, полковник Корниловской артиллерийской бригады.

## Биография
Сын капитана.
Окончил Воронежский кадетский корпус (1909) и Павловское военное училище (1911), откуда выпущен был подпоручиком в 15-й пехотный Шлиссельбургский полк.
С началом Первой мировой войны, 13 сентября 1914 года переведён в 38-ю артиллерийскую бригаду. За боевые отличия был награждён несколькими орденами, в том числе орденом Св. Анны 4-й степени с надписью «за храбрость». Произведён в поручики 9 сентября 1915 года «за выслугу лет», в штабс-капитаны — 3 августа 1916 года, в капитаны — 11 января 1917 года.
В декабре 1917 года вступил в Добровольческую армию. Участвовал в 1-м Кубанском походе в составе 3-й отдельной батареи. К ноябрю 1919 года — командир 2-й батареи Корниловской артиллерийской бригады. Был произведён в полковники. В Русской армии стал одним из первых кавалеров ордена Св. Николая Чудотворца, отличившись при выходе с Перекопа в Северную Таврию. Был награждён названным орденом
За то, что в боях 25, 27, 28 и 30 мая 1920 года у сел. Чаплынка и хут. Балтазаровского, неоднократно со своей батареей выезжал на открытые позиции и огнем с самых близких дистанций обращал в бегство пехоту и кавалерию противника, чем оказывал существенное содействие успешному наступлению своей пехоты.
С 19 сентября 1920 года состоял членом Орденской Николаевской думы. В эмиграции во Франции. Состоял членом правления (1933), заместителем председателя (1934—1939) и, наконец, председателем Союза участников 1-го Кубанского похода. Кроме того, был членом Объединения Корниловского артиллерийского дивизиона, членом Обще-кадетского объединения и председателем Объединения кадет российских кадетских корпусов во Франции. По воспоминаниям Марины Антоновны Деникиной, полковник Глотов был одним из близких друзей генерала Деникина. Скончался в 1979 году в Париже. Похоронен на кадетском участке кладбища Сент-Женевьев-де-Буа.

## Награды
- Орден Святой Анны 4-й ст. с надписью «за храбрость» (ВП 10.01.1915)
- Орден Святого Станислава 3-й ст. с мечами и бантом (ВП 18.10.1915)
- Орден Святой Анны 3-й ст. с мечами и бантом (ВП 24.04.1916)
- Орден Святого Станислава 2-й ст. с мечами (ВП 6.06.1916)
- Орден Святителя Николая Чудотворца (Приказ ВСЮР, № 167, 11 июля 1920)